# Pikku Koskelojärvi
Pikku Koskelojärvi eller Cuávis Kuoškkulluujävri är en sjö i kommunen Enare i landskapet Lappland i Finland. Sjön ligger 149,4 meter över havet. Arean är 41 hektar och strandlinjen är 5,81 kilometer lång. Sjön  ingår i Pasvik älvs huvudavrinningsområde.   Den ligger omkring 330 kilometer norr om Rovaniemi och omkring 1000 kilometer norr om Helsingfors. 